# Parafia Opieki Matki Bożej w Varadce
Parafia Opieki Matki Bożej – parafia prawosławna w Varadce, w archidekanacie dla powiatu Bardejów, w eparchii preszowskiej Kościoła Prawosławnego Czech i Słowacji.
Świątynią parafialną jest zabytkowa cerkiew Opieki Matki Bożej w Varadce.
Proboszczem jest ks. protojerej Peter Savčak, niosący posługę również w parafiach w Nižnej Poliance i Vyšnej Poliance.